# Частный заказ
«Частный заказ» — российский драматический детективный телесериал производства киностудии «Ореол» (группа компаний GP). Впервые показан в 2007 году по российскому «Первому каналу». Сериал также был выпущен на DVD. Возрастное ограничение: 16+.
Сериал транслировался с 27 августа по 6 сентября 2007 года. Главную роль в сериале исполнила Виктория Исакова.

## Сюжет
Мария Невзорова (Виктория Исакова) родилась в маленьком городке. Ей 19 лет, она своенравная и носит дреды. Не успев окончить школу, она начала помогать матери торговать на рынке. Для Марии важно ни от кого не зависеть в жизни. Она считает, что свобода может быть достигнута приобретением богатства. Спустя 10 лет она уже живёт в Москве и стала одной из самых преуспевающих бизнес-леди страны, хозяйкой сети кинотеатров, ночных клубов, торговых центров и др. Однажды она получает кассету с передачей популярного телеведущего Павла Бартяева о том, каким образом ей удалось сделать невероятную карьеру. Следующие передачи откровеннее предыдущих. Становится очевидно, что телеведущий — только исполнитель чьего-то коварного плана. Похоже, что анонимный шантажист задался целью «уничтожить» Невзорову. Марии надо как можно скорее понять, кто заказчик, иначе в любой момент по чьему-то указанию сенсационные репортажи появятся на главных телеканалах, и тогда вся страна узнает о том, что Марии нельзя предавать общественности. В поисках недоброжелателя ей никто не в силах помочь. Сначала она ищет врага среди своих старых конкурентов, но оказывается, что ей хочет зла один из её близких. Роль её близкого друга и помощника исполнил Павел Трубинер. Сериал заканчивается трагично: все погибают.

## Съёмки
Съёмки фильма проходили с августа 2005 года по май 2007 года в Москве (в том числе на Воробьёвых горах) и Московской области, Париже и Довиле. По словам режиссёра фильма Сергея Ткачёва, он хотел найти на главную роль малоизвестную актрису, просматривал варианты в агентствах, просматривал портфолио, проводил собеседование с актрисами. Выбранную в итоге Викторию Исакову он ранее не видел ни на экране, ни в жизни. Андрей Краско сначала не хотел сниматься в фильме, но затем режиссёр Сергей Ткачёв лично встретился с Андреем и заинтересовал его, придумав колоритный образ для персонажа, в итоге Андрей Краско был удостоен премии «Золотой Орёл» в категории «лучшая мужская роль на телевидении».

### В ролях
| Актёр                   | Роль                                                |
| ----------------------- | --------------------------------------------------- |
| Виктория Исакова        | Мария Невзорова                                     |
| Александр Балуев        | Петр Татарский                                      |
| Богдан Ступка           | Степан Ефимович Татарский                           |
| Андрей Краско           | Олег Иванович Марусев полковник ФСБ                 |
| Павел Трубинер          | Кирилл Аркадьевич Воинов                            |
| Владислав Сыч           | Владимир Лукьянов первый муж Марии                  |
| Сергей Баталов          | Виктор Невзоров отец Маши Невзоровой                |
| Алёна Яковлева          | Екатерина Алексеевна Невзорова мать Маши Невзоровой |
| Валентина Талызина      | Анна Ивановна Лукьянова мать Владимира Лукьянова    |
| Максим Коновалов        | Миша                                                |
| Сергей Маховиков        | Сергей Усманов                                      |
| Юрий Чурсин             | Игорь Залесский                                     |
| Ирина Розанова          | Анна Белова                                         |
| Ольга Сутулова          | Александра Сураева                                  |
| Алексей Горбунов        | Олег Александрович Аверченко                        |
| Игорь Гаспарян          | Равиль мент                                         |
| Юрий Степанов           | Михаил Расташанский адвокат                         |
| Денис Карасёв           | Удав                                                |
| Жан Даниэль             | Райх                                                |
| Алексей Кортнев         | Богдан                                              |
| Мария Шалаева           | беременная проститутка                              |
| Рамиль Сабитов          | Хика                                                |
| Дмитрий Шевченко        | Питбуль                                             |
| Игорь Ворскла (Лебедев) | Павел Бартяев                                       |
| Антон Захаров           | Топор                                               |
| Алексей Шадхин          | Звягин                                              |

## Награды
- 2008   — Премия «Золотой орёл» за лучшую мужскую роль на телевидении (Андрей Краско, посмертно).